# الاعدان (الاصيور)

تعديل مصدري - تعديل

الاعدان محلة تابعة لقرية الدرداء، التابعة لعزلة الاصيور بمديرية حزم العدين إحدى مديريات محافظة إب في الجمهورية اليمنية، بلغ تعداد سكانها 117 حسب تعداد اليمن لعام 2004.